# Lüster (Stoff)
Lüster (von franz. lustre = Oberflächenglanz) ist ein glänzender Stoff.
Für das Gewebe wird Baumwolle als Kette verwendet. Der Schuss kann aus Kammgarn, Mohair oder Alpaka bestehen. Lüster wurde früher vor allem für Oberbekleidung, insbesondere für Jacken, Schürzen und Schuluniformen verwendet. Marcel Pagnol etwa berichtet in seinen Kindheitserinnerungen, die Schüler hätten im Gymnasium einen schwarzen Lüsterkittel über der Straßenkleidung tragen müssen.